# Microptila bejela
Microptila bejela är en nattsländeart som beskrevs av Martin E. Mosely 1948. Microptila bejela ingår i släktet Microptila och familjen smånattsländor. Inga underarter finns listade i Catalogue of Life.